# Adolfo Bassó
José Adolfo Bassó Bertoliat (Campeche, Campeche, 15 de octubre de 1851-Ciudad de México, 19 de febrero de 1913) fue un marino mexicano. Murió durante la Decena Trágica, es decir los diez días que duró el golpe de Estado que acabó, en febrero de 1913, con el primer gobierno democrático en México, encabezado por Francisco I. Madero.

## Biografía

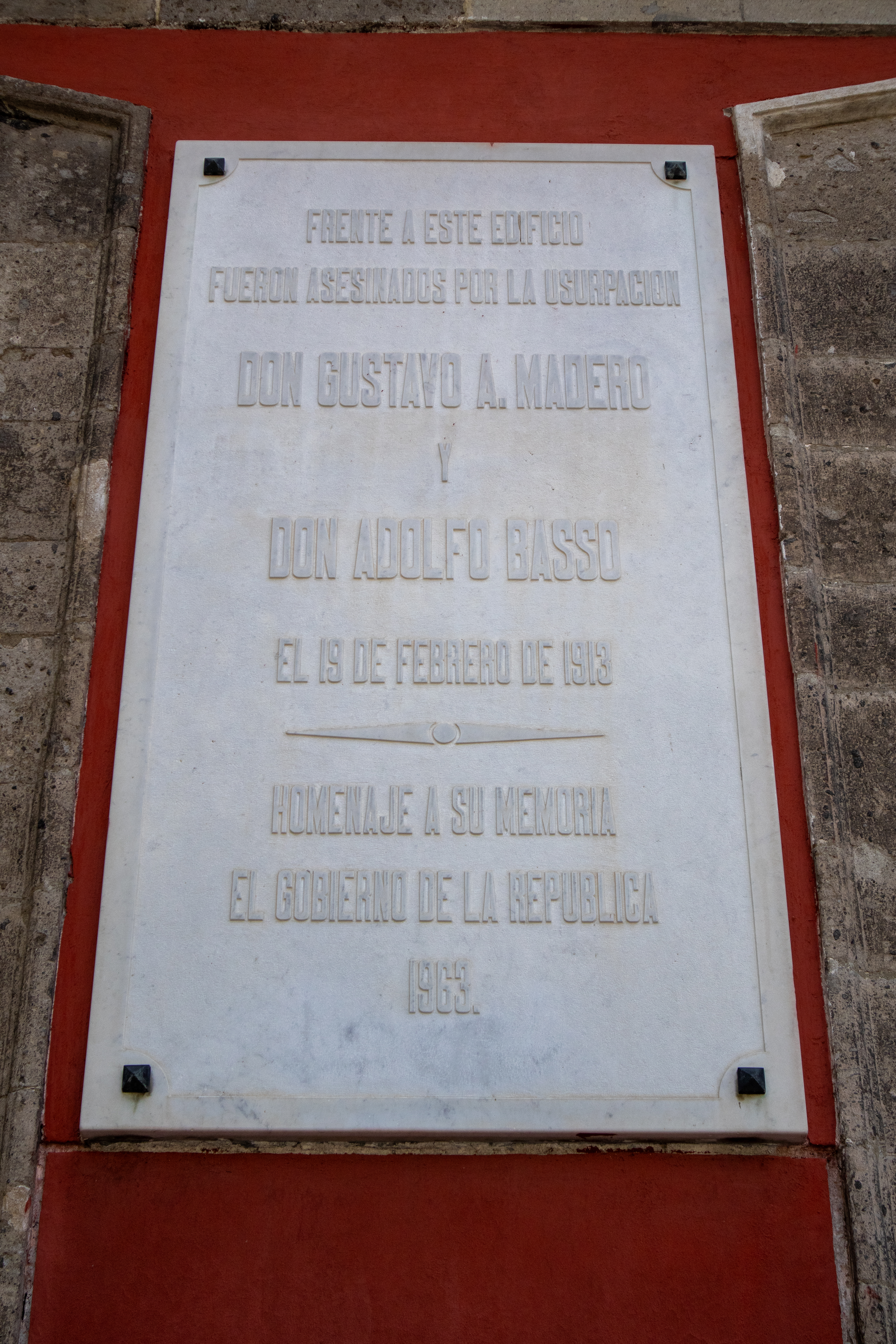
Placa que conmemora el asesinato de Adolfo Bassó a manos de los golpistas de Victoriano Huerta al exterior de la hoy Biblioteca de México José Vasconcelos.

Adolfo Bassó nació en la ciudad de Campeche el 15 de octubre de 1851, siendo hijo de José María Bassó y Martínez y de Antonia Bertoliat Carrero; hizo sus estudios en las escuelas navales de Campeche y Veracruz, llegando a obtener el grado de Capitán de Fragata. Tuvo una participación destacada en las fuerzas armadas de México entre 1876 y 1911 y a lo largo de estos años se desempeñó como capitán del vapor Resguardo de Tampico y segundo comandante del cañonero Libertad. Se mantuvo leal a los gobiernos de Porfirio Díaz y Manuel González Flores e incluso durante el período del general Luis Mier y Terán como gobernador de Veracruz, fue parte del cuerpo profesionalizado de las fuerzas armadas creado por Porfirio Díaz, luego de un incidente en Tlacotalpan en el que se detuvo una fragata de partidarios del expresidente Sebastián Lerdo de Tejada durante el levantamiento de 1879, ubicándosele cerca de Teófilo Geneste, Manuel Trujillo Hinojosa, Luis Legorreta, Lauro Villar y Ángel Ortiz Monasterio, connotados participantes de la cúpula de la Armada Nacional. Asimismo tuvo movilidad durante 35 años al servicio de las fuerzas armadas, lo que sin duda le otorgó un amplio conocimiento territorial del México decimonónico. Su actividad naval coincide temporalmente con aquella prestada por ilustres marinos como Hilario Rodríguez Malpica Segovia, Manuel Azueta Perillos, Ángel Ortiz Monasterio y José María de la Vega González, quienes durante la presidencia de Francisco I. Madero se mantuvieron leales al gobierno constitucional. 
En abril de 1880, le correspondió dirigir la exequias de la primera dama Delfina Ortega, sobrina y primera esposa del general Díaz. En 1903 Bassó era mayor de artillería en el depósito de la Secretaría de Guerra y Marina. Como Mayor de Artillería estuvo, en el período 1903-1904, en Saint Louis, Missouri. Durante el gobierno de Madero, Adolfo Bassó formó parte del Cuerpo de Artillería del Ejército Federal y fue nombrado intendente de Palacio Nacional. Se dice que figuró en las filas antirreeleccionistas, cosa que si bien no es cierta, ya que se mantuvo leal tanto al gobierno de Díaz como al gobierno interino de León de la Barra, Madero lo dejó a cargo de la custodia de las residencias presidenciales ya que era una persona de absoluta confianza del presidente de la República ya que Bassó era, según José Vasconcelos, muy amigo de Gustavo Adolfo Madero y de algunas personalidades del maderismo como José María Pino Suárez y Federico González Garza, quienes fueron antireeleccionistas. 
El mandato presidencial de Francisco I. Madero estuvo afectado por constantes levantamientos, sublevaciones y pérdidas de apoyo. En ese contexto, el 9 de febrero de 1913, los generales Bernardo Reyes y Félix Díaz, quienes se encontraban prisioneros en Santiago Tlatelolco y Lecumberri, fueron liberados por un grupo de sediciosos con los que emprendieron marcha rumbo a Palacio Nacional: su objetivo era derrocar al gobierno constitucionalmente elegido. Ese mismo día recuperó Palacio Nacional y obligó al general Gregorio Ruiz a rendirse, luego de apuntarle con su ametralladora. Los fugitivos, junto con el general Gregorio Ruiz, intimaron la rendición del Palacio pero fueron rechazados por el comandante militar de la plaza, Lauro Villar, quien arrestó al general Ruiz y dio la orden de abrir fuego. Adolfo Bassó disparó con una ametralladora y mató a Reyes, lo que desconcertó a los atacantes y los llevó a replegarse al viejo edificio de La Ciudadela. Herido Lauro Villar, Madero designó comandante militar de la plaza al general Victoriano Huerta. La situación era muy grave, pues el gobierno carecía de tropas suficientes para sofocar el alzamiento. 
Durante 10 días la Ciudad de México fue un campo de batalla y, finalmente, el 18 de febrero Huerta se alió con Aureliano Blanquet para traicionar al presidente. Cuando Blanquet aprehendió a Madero, Bassó intentó disparar su arma contra este general sedicioso, sin lograr su cometido. Ayudó a escapar de la sede del gobierno a Federico González Garza y a Jesús Urueta con una cuerda que les proporcionó para escalar los muros del Palacio Nacional. Ese mismo día, los golpistas condujeron a Bassó a la Plaza de La Ciudadela. Llevado ante Cecilio Ocón, fue testigo del martirio y posterior asesinato de Gustavo A. Madero a manos de un grupo de cadetes de la Escuela de Aspirantes de Tlalpan. Grito que aun quedaban algunos patriotas, a lo que Rodolfo Reyes indicó a los soldados que lo fusilaran. El marino dirigió su ejecución y buscó en el firmamento la estrella polar que durante sus viajes lo había guiado, se quitó el sombrero y antes de ser fusilado gritó: "Viva México", mostrando gran valor y entereza en La Ciudadela el 19 de febrero de 1913. Su velorio se llevó a cabo unos días después y únicamente estuvieron presentes algunos amigos y familiares. 
En octubre de 1915, Alberto García Granados, quien supuestamente estuvo en La Ciudadela durante su martirio e ínsito a los cadetes de la Escuela de Aspirantes de Tlalpan a lincharlo, fue capturado por el Cuerpo del Ejército del Noroestee, sometido a un Consejo de guerra en la Cárcel de Belén y posteriormente fusilado en los llanos de la Escuela de Tiro; la prensa afirmaría en un artículo que «la familia del marinero asesinado había agradecido al general Pablo González por haber hecho justicia sobre uno de sus asesinos». En la telenovela histórica mexicana El vuelo del águila fue interpretado por el actor y locutor mexicano Ángel Casarín. 

## Premios y reconocimientos
En febrero de 2020, poco antes de la Pandemia de COVID-19, el presidente Andrés Manuel López Obrador realizó un homenaje en su honor en el mismo sitio donde fue asesinado 107 años antes. En dicho homenaje estuvieron presentes Mario Núñez Mariel, bisnieto de Adolfo Bassó, y Alfonso Romo Garza, bisnieto de Gustavo Madero, quien declaró: «Si nuestros bisabuelos estuvieron unidos en el trance de la muerte, a nosotros nos corresponde ahora unirnos en su memoria».